# Shimako Satō
Shimako Satō (佐藤嗣麻子?, Satō Shimako; Iwate, 1964) è una regista e sceneggiatrice giapponese, specializzata in film d'azione e horror.

## Biografia
Laureatasi alla London Film School, Shimako Satō debuttò nella regia cinematografica nel 1992, scrivendo e dirigendo il thriller-horror Tale of a Vampire, tratto da un racconto di Edgar Allan Poe, girato nel Regno Unito.
Nel 1995 girò in Giappone l'horror-splatter Eko Eko Azarak: Wizard of Darkness e l'anno successivo diresse il prequel, Eko Eko Azarak II - Birth of the Wizard. Nel 2000 si occupò delle sequenze cinematografiche del videogioco Resident Evil Code: Veronica, quindi nel 2006 scrisse la sceneggiatura della miniserie televisiva Unfair e nel 2007 quelle del film per la televisione Unfair: Code Breaking e del film Unfair: The Movie, che riscossero un buon successo di pubblico.
Nel 2008 diresse l'action K-20: Legend of the Mask, ispirato al personaggio chiamato Demone dalle venti facce, creato dallo scrittore Ranpo Edogawa.

## Filmografia

### Regie
- Tale of a Vampire (1992)
- Eko Eko Azarak: Wizard of Darkness (Eko eko azaraku) (1995)
- Eko Eko Azarak II - Birth of the Wizard (Eko eko azaraku II) (1996)
- Yasha (miniserie televisiva) (2000)
- Sitto no nioi (miniserie televisiva) (2001)
- The Animal Doctors (Dōbutsu no oisha-san) (miniserie televisiva) (2003)
- Minami kun no koibito (miniserie televisiva) (2004)
- K-20: Legend of the Mask (K-20: Kaijin niju menso den) (2008)

### Sceneggiature
- Tale of a Vampire (1992)
- Eko Eko Azarak 2 - Birth of the Wizard (Eko eko azaraku II) (1996)
- The Messiah from the Future (Nerawareta gakuen) di Atsushi Shimizu
- Yasha (dorama) (2000)
- Sitto no nioi (miniserie televisiva) (2001)
- Koini ochitara (miniserie televisiva) (2005)
- The Queen Bee (Joōbachi) (film TV) (2006)
- Unfair (dorama) (2006)
- Unfair: Code Breaking (film TV) di Yasushi Ueda (2006)
- Akuma ga kitarite fue wo fuku (film TV) di Mamoru Hosi (2007)
- Unfair: The Movie (Anfea: The Movie) di Yoshinori Kobayashi (2007)
- Himawari: Natsume masako 27 nen no shôgai to haha no ai (film TV) (2007)
- K-20: Legend of the Mask (K-20: Kaijin niju menso den) (2008)

### Videogiochi
- Resident Evil Code: Veronica (Biohazard Code: Veronica) (2000)
- Onimusha Tactics (Onimusha takuteikuzu) (2003)